# Nowa metoda austriacka

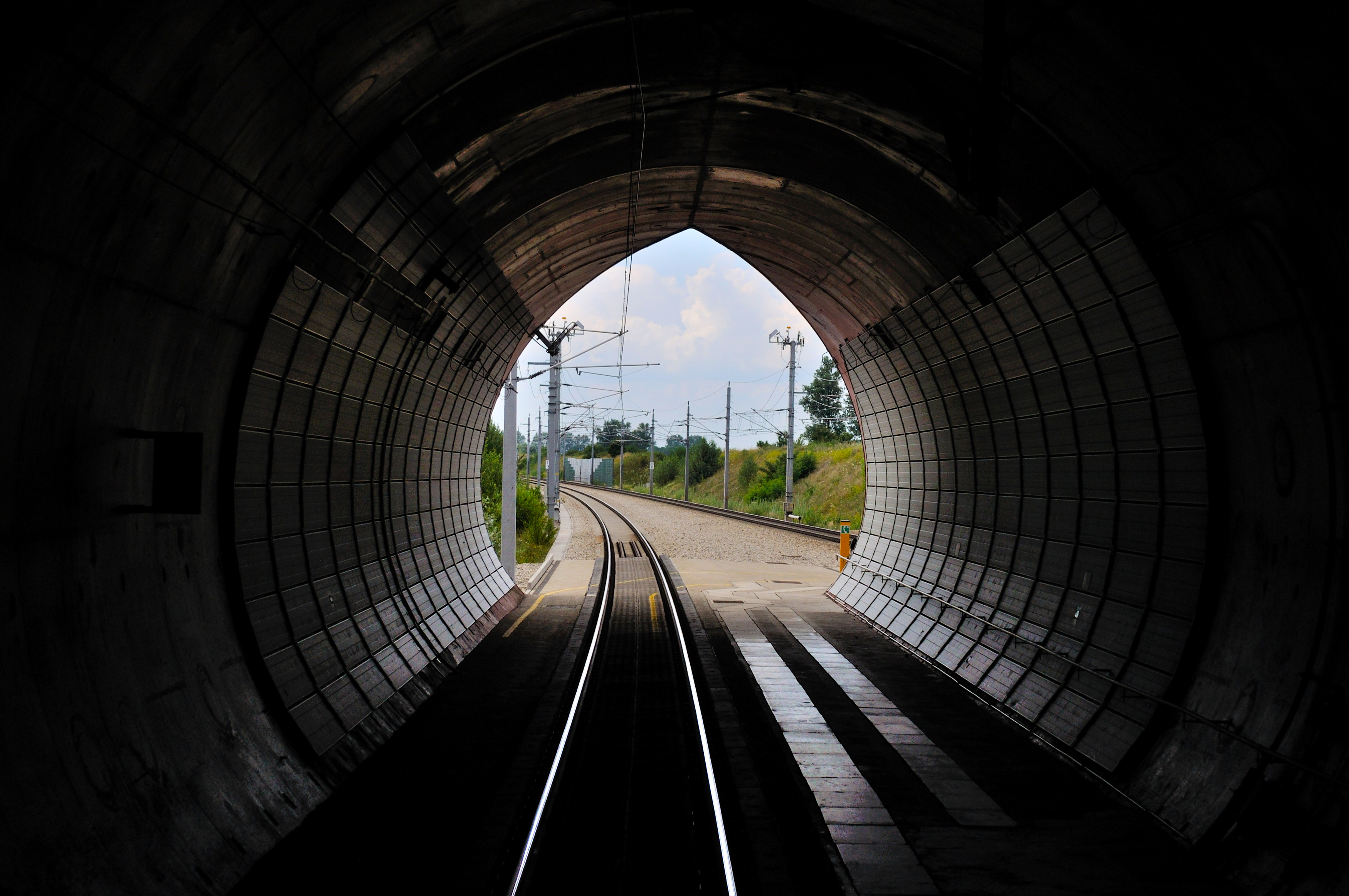
Znajdujący się na terenie Austrii Wienerwaldtunnel wybudowany częściowo w technologii NATM

Nowa metoda austriacka (w skrócie NATM, z ang. New Austrian tunnelling method, niem. Neue Österreichische Tunnelbaumethode, NÖT) – jedna z podstawowych metod górniczych budowy tuneli. Po raz pierwszy zasady budowania tuneli nową metodą austriacką sformułował w 1948 roku prof. Ladislaus von Rabcewicz.

## Technologia

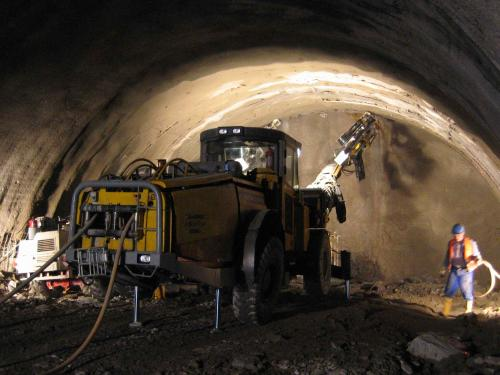
Budowa tunelu metodą NATM – wykonywanie odwiertów pod ładunki wybuchowe

Głównym założeniem NATM jako metody budowy tuneli jest wykorzystywanie całego górotworu jako konstrukcji nośnej tunelu, pełni ona rolę obudowy wstępnej. NATM oparta jest na następującym procesie technologicznym podzielonym na etapy:
- znakowanie miejsc wiercenia otworów oraz ich wydrążenie;
- załadowanie otworów materiałami wybuchowymi;
- detonacja i usunięcie pyłu oraz zbędnego materiału skalnego lub gruntu;
- wykonanie obudowy wstępnej o stosunkowo niskiej nośności;
- wykonanie pomiarów geologicznych i dopasowanie obudowy do warunków ziemnych;
- zabezpieczenie przed wodami podziemnymi;
- założenie obudów tunelu oraz ewentualnych dodatkowych wzmocnień konstrukcji;
- założenie dodatkowych instalacji wewnątrz tunelu, w zależności od jego przeznaczenia.

W ten sposób odcinkami cyklicznie wykonywane są prace nad budową tunelu. Badania geologiczne wykonane podczas budowy pozwalają na dobranie odpowiedniej nośności do warunków gruntowych, co nie jest możliwe z taką dokładnością na etapie projektowym. Na ich podstawie ustalane są także późniejsze wartości progowe dla wszczęcia alarmów o ryzyku zawału. 

### Dodatkowe techniki stabilizacji gruntu
W niektórych przypadkach, przy budowie tunelu w gruncie o dużym zróżnicowaniu, konieczne są dodatkowe metody zabezpieczania i stabilizacji gruntu. Najczęściej w trakcie budowy wypełnia się ubytki w gruncie specjalną mieszanką betonu w technologii tzw. iniekcji strumieniowej, stabilizując ośrodek. W innych przypadkach stosuje się także m.in. kotwy, śruby i inne elementy stabilizujące grunt w pobliżu budowanego tunelu.

## Zastosowanie NATM
Główną zaletą nowej metody austriackiej jest fakt, iż może być ona wykorzystywana w każdym rodzaju ośrodka, w którym drążony jest tunel, zarówno w twardych skałach, jak i w skałach miększych, czy też w terenie o mieszanych warunkach gruntowych. Najczęściej jest jednak wykorzystywana do budowy krótszych tuneli, a także w regionach o zmiennych rodzajach gleby, gdzie wykorzystanie innych metod jest mocno utrudnione. Zaletą NATM jest możliwość niemal dowolnego kształtowania przekroju oraz rozmiarów tunelu, co wykorzystywane jest w miejscach, w których wymagana jest większa przestrzeń pod ziemią, jak np. stacje metra. NATM jest także wykorzystywana w gruntach z dużą ilością wód gruntowych.